# Квінт Фабій Амбуст (диктатор 321 року до н. е.)
Квінт Фа́бій Амбу́ст (лат. Quintus Fabius Ambustus; IV століття до н. е.) — політичний та військовий діяч Римської республіки, диктатор 321 року до н. е.

## Біографічні відомості
Походив з патриціанського роду Фабіїв. Син Марка Фабія Амбуста, військового трибуна з консульською владою 381 та 369 років до н. е.
Відомостей про Квінта Фабія збереглося мало. Відомо, що 344 року до н. е. його було призначено начальником кінноти — помічником тодішнього диктатора Публія Валерія Поблікола, а 321 року до н. е. Квінта Фабія було обрано диктатором Риму. Подальша доля його невідома.  